# Billy J. Kramer
Billy J. Kramer (eg. William Howard Ashton), född 19 augusti 1943 i Liverpool, är en före detta sångare i British Invasion/Merseybeat. Han hade samma manager Brian Epstein som The Beatles och hade tillgång till Lennon/McCartneys låtskrivande och spelade in flera av deras ursprungliga kompositioner.

## Uppväxt och karriär
Han växte upp som den yngste av sju syskon och studerade vid St George England Secondary School, Bootle. Han började på ett verkstadsföretag som lärling hos British Railways och på fritiden spelade han gitarr i en grupp som han hade bildat, innan han övergick till att bli enbart sångare. Namnet Kramer valdes på måfå från en telefonkatalog. Det var John Lennons förslag att han skulle lägga till ett ”J” för att ytterligare särskilja sig. Kramer kom snart att uppmärksammas av Brian Epstein, som ständigt höll utkik efter nya artister för att öka sitt stall av lokala artister. Kramer blev proffs, men hans dåvarande band, The Coasters, var mindre angelägna, så Epstein fick tag i en Manchesterbaserad grupp, The Dakotas, som kompade sångaren Pete MacLaine.
Men Dakotas ville inte kompa Kramer utan ett eget skivkontrakt. Väl på plats gjordes affären upp och både Kramer och The Dakotas fick ett kontrakt med Parlophone under George Martin. Tillsammans kallades de Billy J. Kramer with The Dakotas. När Beatles slog igenom, banades vägen för en våg av Merseybeatmusik och Kramer erbjöds chansen att spela in en coverversion av "Do You Want to Know a Secret?" som fanns med på Beatles debutalbum, Please Please Me. Låten hade tidigare erbjudits till Shane Fenton (senare känd som Alvin Stardust) som var ute efter en hitlåt.

## Succé
Med skivproducent George Martin nådde låten "Do You Want to Know a Secret?" en andra plats på UK Singles Chart 1963, med en annan outgiven låt av The Beatles, "I'll Be on My Way". Efter detta imponerande genombrott spelade de in en annan Lennon/McCartneylåt, "Bad to Me" med baksidan "I Call Your Name", som nådde förstaplatsen på samma lista. "I'll Keep You Satisfied" avslutade året med en respektabel fjärdeplacering.

## Nutid
I slutet av 2012 gick Kramer tillbaka in i studion för första gången på många år för att spela in ett nytt album, "I Won the Fight", som släpptes 2013. Skivan har en del nya låtar skrivna av Kramer samt några covers.
Under 2013 skrev Kramer inledningen till den grafiska romanen "The Fifth Beatle: The Brian Epstein Story" av Vivek Tiwary. Boken släpptes i november och låg flera veckor på bästsäljarlistan i New York Times och nådde förstaplatsen tre veckor efter utgivningen.

## Diskografi
Studioalbum
- Listen ... (1963)
- Little Children (1964)
- I'll Keep You Satisfied (1964)
- Trains and Boats and Planes (1965)
- Billy Boy (1966)
- I Won the Fight (2013)

Singlar (topp 20 på UK Singles Chart)
- "Do You Want to Know a Secret?" / "I'll Be on My Way" (#2) (1963)
- "Bad to Me" / "I Call Your Name" (#1) (1963)
- "I'll Keep You Satisfied" / "I Know" (#4) (1963)
- "Little Children" / "They Remind Me of You" (#1) (1964)
- "From a Window" / "Second to None" (#10) (1964)